# 1165 en santé et médecine
| Années de la santé et de la médecine : 1162 - 1163 - 1164 - 1165 - 1166 - 1167 - 1168    |
| Décennies de la santé et de la médecine : 1130 - 1140 - 1150 - 1160 - 1170 - 1180 - 1190 |

Cet article présente les faits marquants de l'année 1165 en santé et médecine.

## Fondations
- Maurice de Sully, évêque de Paris, entreprend la reconstruction de l'Hôtel-Dieu, qui « a été fondé en 651 par l'évêque saint Landry [et] que l'on appelle alors maison-Dieu de Paris[1] ».
- Première mention de la léproserie Saint-Clément, en Bourgogne[2].
- 1165-1171 : fondation de la léproserie de Bois-Halbout par Robert Fitz-Erneis, membre de la famille Tesson, à Cesny en Normandie, maison « confiée à l'abbaye du Val avec l'approbation d'Henri II, évêque de Bayeux[3],[4] ».

## Décès
- Vers 1165 ou en 1175-1176 : Al Idrissi (né vers 1100), géographe, botaniste et médecin arabe, auteur d'une importante pharmacopée mentionnée sous divers titres, dont celui de Kitāb al-Jāmiʿ li-ṣifāt aštāt al-nabāt wa ḍurūb anwāʿ al-mufradāt (« Livre des propriétés de diverses plantes et remèdes variés »), où les noms sont donnés en plusieurs langues, dont le syriaque, le grec, le persan, le hindi, le latin ou le berbère[5].
- 1165 ou 1174[6] (ou 1167[7]) : Abraham ibn Ezra (né en 1099 ou 1119[6] (ou 1092 ou 1093[7]), rabbin espagnol, philosophe, astronome, poète, médecin, philologue et cabaliste, auteur de nombreux ouvrages, dont un d'astrologie médicale, Sefer ha-Me'orot, traduit en latin sous le titre De luminaribus et diebus criticis, « le seul qui ait rapport à la médecine », et qui sera imprimé pour la première fois à Lyon en 1496[6].

## Personnalité
- 1122-1165 : fl. André, médecin montpelliérain[8].